# Балка Засіка
Балка Засіка — балка (річка) в Україні у Березівському й Березанському районах Одеської й Миколаївської областей. Права притока річки Сасик (басейн Чорного моря).

## Опис
Довжина балки приблизно 3,45 км, найкоротша відстань між витоком і гирлом — 3,38  км, коефіцієнт звивистості річки — 1,02 . Формується декількома струмками та загатами. На деяких ділянках балка пересихає.

## Розташування
Бере початок у селі Зеленопілля. Тече переважно на південний схід через село Богданівку і впадає у річку Сасик, праву притоку Березанського лиману.

## Цікаві факти
- У XX столітті на балці існували зерновий склад, птице-тваринна ферма (ПТФ), газгольдер та газові свердловини[3].